# Crocodylus raninus
Il coccodrillo del Borneo (Crocodylus raninus, S. Müller & Schlegel, 1844) è un'enigmatica specie di rettile d'acqua dolce appartenente alla famiglia dei Crocodilidi endemica dell'isola sudestasiatica del Borneo.
Il suo status in tassonomia è ancora controverso e non del tutto chiaro: alcuni autori lo considerano un sinonimo di Crocodylus porosus, sebbene le descrizioni del 1990 e del 1992 mostrarono prove di tratti distintivi con questa specie.